# Лааби, Мустафа
Мустафа Лааби (фр. Mustapha Laabid) — французский политик, бывший депутат Национального собрания Франции.

## Биография
Родился 29 марта 1969 г. в Ренне (департамент Иль и Вилен) в семье рабочего-каменщика и домохозяйки. Окончил университет Ренн I. До избрания депутатом Национального собрания работал директором отделения Фонда действий против исключений (FACE), созданного в 1993 года по инициативе Мартин Обри с целью содействия молодым людям из бедных семей начать собственный бизнес.
В 2017 году стал кандидатом партии «Вперёд, Республика!» по 1-му избирательному округу департамента Иль и Вилен на выборах в Национальное собрание и сумел одержать победу во 2-м туре. В Национальном собрании стал членом Комиссии по социальным вопросам и Делегации Национального Собрания по правам женщин и равенству возможностей между мужчинами и женщинами. Является председателем группе дружбы Франция-Марокко.
В мае 2018 года прокуратура Ренна начала расследование по поводу злоупотребления доверием из-за подозрительных финансовых действий в период его работы директором отделения FACE. Он обвинялся в присвоении в личных целях 22 000 евро; из этой суммы более 15 000 евро, как сообщается, были потрачены на устные выступления, бронирование гостиниц, личные покупки и оплату телефона. 4 ноября 2020 года он был приговорен к трем годам лишения свободы условно, восьми месяцам тюремного заключения условно и штрафу в размере 10 000 евро. 16 июня 2021 года кассационный суд отклонил апелляцию Лааби и окончательно признал его виновным в злоупотреблении доверием.
21 июля 2021 года хранитель печати, министр юстиции Эрик Дюпон-Моретти обратился в Конституционный совет с просьбой лишить Мустафу Лааби мандата депутата Национального собрания, но до принятия решения 7 сентября он сам подал в отставку.

## Занимаемые должности
18.06.2017 — 07.09.2021 — депутат Национального собрания Франции от 1-го избирательного округа департамента Иль и Вилен